# Johann Georg Ritter
Johann Georg Ritter (* 1772; † 23. August 1840 bei Lancaster, Ohio) war ein deutsch-amerikanischer Buchdrucker und Buchhändler.

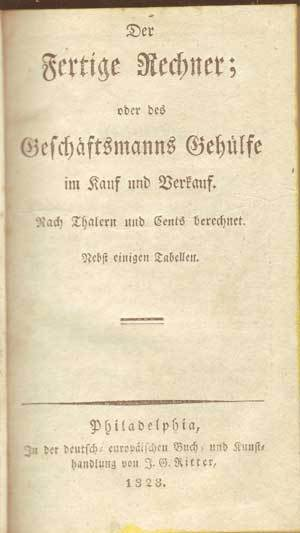
Titelblatt eines Ritter-Drucks von 1828 in Philadelphia

## Leben
Nachdem in Schwäbisch Gmünd der Buchdrucker Benedikt Weeber aufgrund wirtschaftlicher Schwierigkeiten seinen Betrieb 1791 seiner Hauptgläubigerin Katharina Barbara Ritter übertragen musste, führte ihr Sohn Johann Georg, ein gelernter Buchdrucker, die Presse weiter. Anfang 1792 erschien das von Weeber 1786 begründete Wochenblatt (die heutige Rems-Zeitung) neu unter dem Titel Reichsstadt Gemündische Nachrichten. In der einzigen erhaltenen Ausgabe vom 2. Februar 1793 wird ausführlich über die Hinrichtung des französischen Königs Ludwig XVI. berichtet, die am 21. Januar stattgefunden hatte.
Die wichtigste Publikation in seiner Gmünder Zeit war Johann Gottfried Pahls Nationalchronik der Teutschen, eine politische Zeitschrift, die ab 1801 erschien (von 1807 bis 1809 trug sie den Titel Chronik der Teutschen). Sie wurde 1809 von König Friedrich I. von Württemberg verboten. Seit etwa 1804 verlagerte Ritter seine Tätigkeit teilweise nach Ellwangen, wo er zum Kanzleibuchdrucker ernannt wurde. 1813 zog er nach Ellwangen. Ritter druckte in Gmünd und Ellwangen katholische religiöse Literatur, unter anderem die Predigten von Thomas Vogt, aber auch landeskundliche Werke von David Friedrich Cleß, Joseph Alois Rink (insbesondere die älteste gedruckte Gmünder Stadtgeschichte 1802) und Heinrich Prescher. 1819 gab Justinus Kerner aber auch die Gedichte des Leinwebers Johannes Lämmerer in Gmünd bei Ritter heraus.
Obwohl seine Geschäfte nicht schlecht liefen, war die politische Unterdrückung aller freiheitlichen Bestrebungen in Deutschland für Ritter unerträglich. Daher entschloss er sich dazu, mit seiner Familie in die USA auszuwandern. Seinen Abschied veröffentlichte er in Pahls Neuer Nationalchronik der Teutschen am 27. März 1824. Im Dezember 1824 traf er in Philadelphia mit einer kompletten Druckerei-Einrichtung und einem großen Büchervorrat ein. Hauptsächlich druckte und vertrieb er Bibeln, geistliche Werke, Postillen und Schulbücher. Von 1825 bis 1829 verlegte er die zweimal in der Woche erscheinende Zeitschrift Der amerikanische Correspondent. Die Anzeige der neuen Zeitschrift im Allgemeinen Repertorium der Literatur 1826 vermerkte, Ritter habe auch ein "deutsch-europäisches Speditions- und Commissions-Comptoir" eingerichtet. Ritter verkaufte die Zeitschrift 1829 an Johann Carl Gossler.
Als Motto des Amerikanischen Correspondenten wählte Ritter: „O Freiheit! erkämpft mit dem Schwerte des Ruhm's, wer sich dein nicht freut von hinnen mit dem!“
Auf einer Reise in Ohio starb Ritter 1840 bei einem Unfall in der Nähe von Lancaster.
Ritter darf nicht mit dem Verleger des Readinger Adlers, John Ritter (1779–1851), verwechselt werden, der mit Friedrich List in Verbindung stand.